# Ernst Orthmann
Ernst Gottlob Orthmann (* 19. März 1859 in Mettmann; † 18. August 1922 in Berlin) war ein deutscher Gynäkologe.
Orthmann studierte Medizin in Berlin, Tübingen und Göttingen und wurde 1882 promoviert. Danach war er Assistent an der Universität Marburg bei Wilhelm Roser an der chirurgischen Universitätsklinik und bei Felix Marchand am pathologisch-anatomischen Institut. Danach war er am städtischen Krankenhaus Wiesbaden und ab 1886 in der gynäkologischen Privatklinik von August Eduard Martin in Berlin, deren Leitung er übernahm als Martin Professor in Greifswald wurde. 1908 ließ er sich im Westen Berlins nieder. Im Ersten Weltkrieg leitete er Kriegslazarette in Brüssel und Berlin.
Orthmann beschrieb 1899 den später nach Fritz Brenner benannten Eierstocktumor noch vor Brenner (1907, Brenner-Tumor). Er veröffentlichte auch über Eileiterschwangerschaften und tuberkulöse Erkrankungen in der Gynäkologie.
Er war Autor in der Real-Encyclopädie der gesammten Heilkunde. Orthmann war zweimal Vorsitzender der Berliner geburtshilflichen Gesellschaft und Vertrauensarzt der Wöchnerinnen am Urban.

## Schriften
- Leitfaden für den gynäkologischen Operationskurs, Leipzig 1899.
- Vademecum für histopathologische Untersuchungen in der Gynäkologie, Berlin 1901 (auch 1904 ins Englische übersetzt)